# Rau

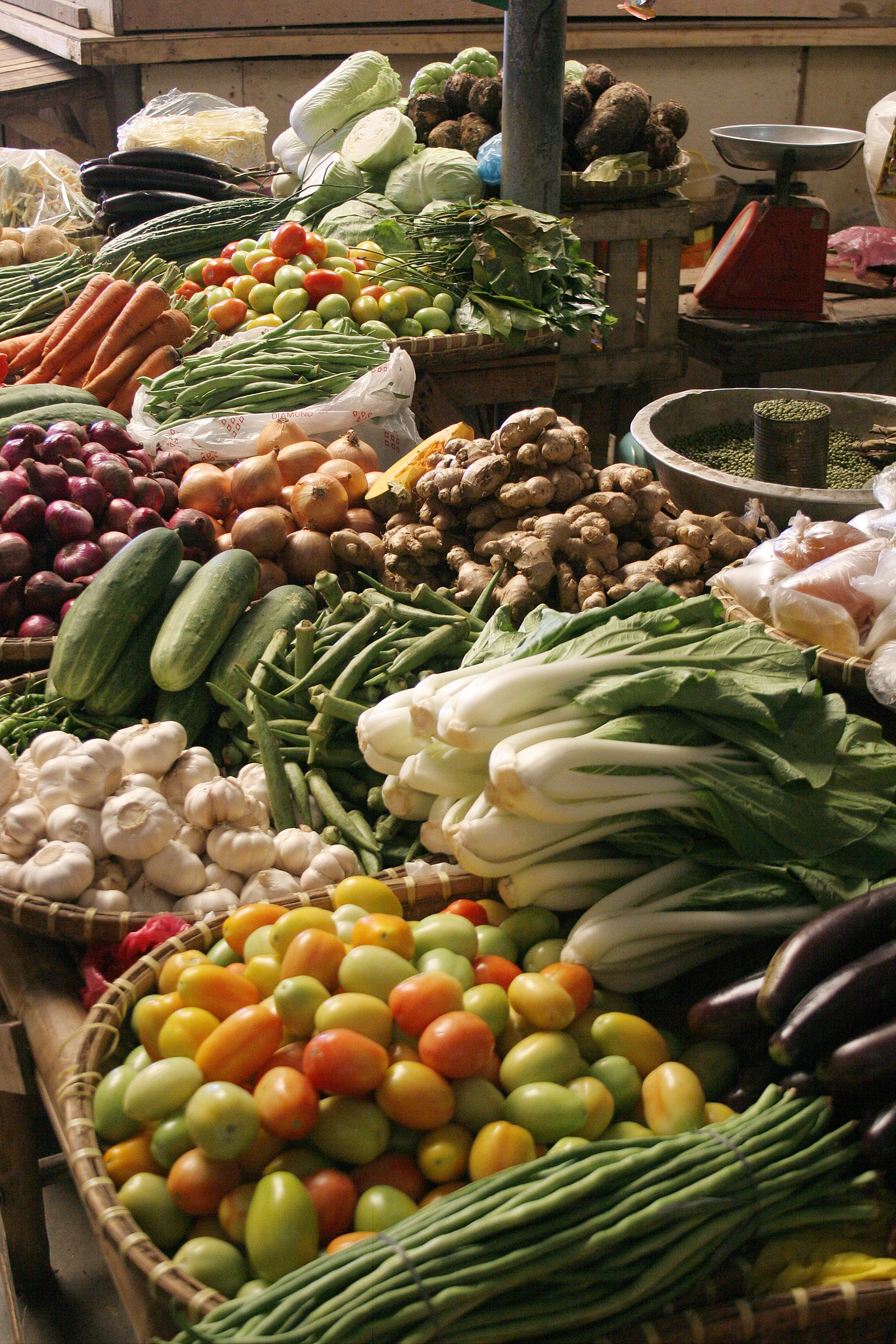
Rau ở một khu chợ Philippines

Rau là tên gọi chung cho những bộ phận của thực vật được con người hay động vật dùng làm thực phẩm. Ý nghĩa này hiện vẫn được sử dụng phổ biến và áp dụng cho những thực vật có bộ phận ăn được, bao gồm hoa, quả, thân, lá, rễ và hạt. Định nghĩa thứ cấp của từ này không được thống nhất giữa các nền văn hóa và ẩm thực khác nhau. Nhìn chung, rau có thể không gồm quả, hoa, quả kiên và ngũ cốc, nhưng lại bao gồm các loại quả ngon miệng như cà chua và bí ngòi, hoa như bông cải xanh và hạt như đậu. Trong tiếng Việt, chữ Nôm có các gốc 蒌 và 蔞 đều đọc là rau, và rau có thể được gọi bằng rau củ, rau quả, rau củ quả, hay một tên gọi không còn được dùng nữa là la ghim (từ tiếng Pháp: légume).
Thuở sơ khai, rau được người cổ đại thu hái trong tự nhiên và bắt đầu trồng trọt ở một số nơi trên thế giới, có lẽ trong giai đoạn từ 10.000 đến 7.000 năm trước Công nguyên, khi lối sống nông nghiệp mới đầu phát triển. Ban đầu, người ta trồng những giống địa phương, nhưng theo thời gian, thương mại phát triển đã mang những cây trồng ngoại lai từ nơi khác đến để canh tác trong vùng. Hiện nay, hầu hết các loại rau đều có thể sản xuất trên khắp thế giới, miễn là khí hậu thuận lợi, và tại những nơi có ít điều kiện thích hợp thì vẫn có thể trồng cây trong môi trường được bảo vệ.
Trung Quốc là nhà sản xuất rau lớn nhất thế giới, và có hoạt động thương mại trao đổi hàng hóa nông sản trên toàn cầu, qua đó người tiêu dùng có thể mua rau nhập khẩu từ những nước xa xôi. Quy mô sản xuất thay đổi từ hình thái nông dân tự cung tự cấp cho nhu cầu thực phẩm của nông hộ, cho đến những doanh nghiệp nông nghiệp độc canh một loại cây trồng với diện tích lớn. Trong quy trình sản xuất, tùy vào từng loại rau, nhưng về cơ bản sau công đoạn thu hoạch là các bước phân loại, lưu trữ, chế biến, và tiếp thị. Rau có thể ăn sống (rau sống) hay nấu chín, đóng vai trò quan trọng trong việc bổ sung dinh dưỡng của con người, do rau ít chất béo và carbohydrate, nhưng dồi dào vitamin, khoáng chất và chất xơ. Nhiều chuyên gia dinh dưỡng khuyến khích mọi người bổ sung nhiều trái cây và rau tươi trong thực đơn hàng ngày, năm hay nhiều khẩu phần hơn trong một ngày.

## Thuật ngữ

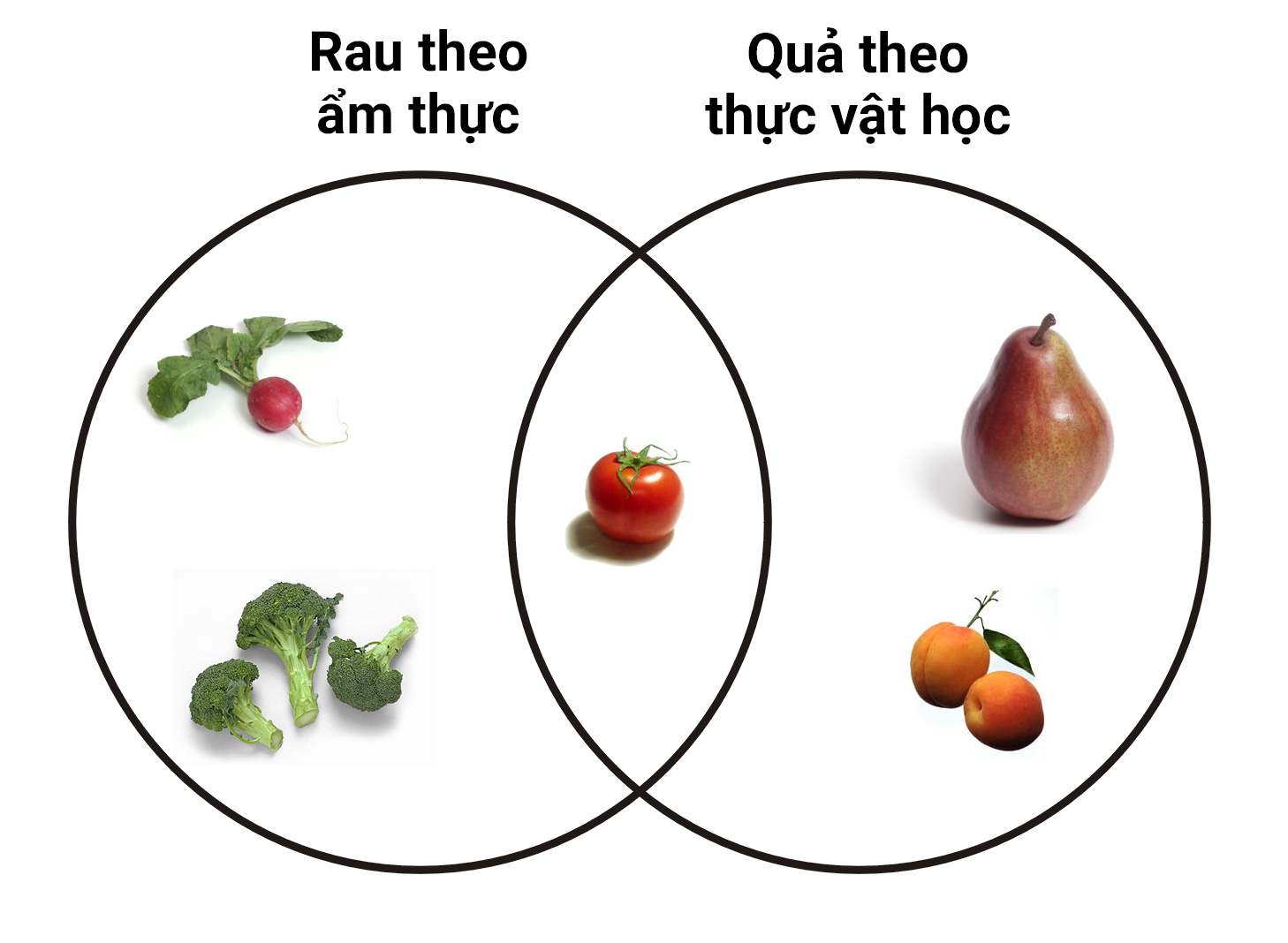
Sơ đồ Venn cho thấy sự chồng chéo giữa thuật ngữ "rau" theo nghĩa ẩm thực và "quả" theo nghĩa thực vật học.

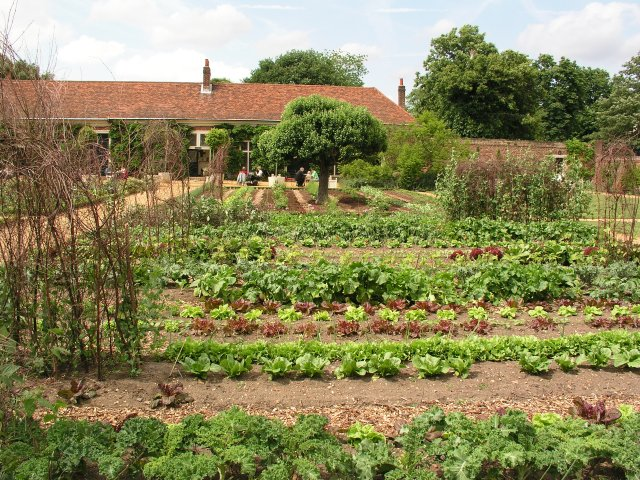
Vườn rau tại nhà ở Luân Đôn

Định nghĩa chính xác của "rau" không được thống nhất, đơn giản do nhiều bộ phận của thực vật được dùng làm thực phẩm trên toàn thế giới như rễ, thân, lá, hoa, quả, hạt. Định nghĩa rộng nhất nằm trong cách dùng ở dạng tính từ của từ này, có nghĩa "vật chất nguồn gốc thực vật". Cụ thể hơn, có thể định nghĩa "rau" là "bất kỳ loại cây, bộ phận của cây được dùng làm thực phẩm", dẫn đến một nghĩa thứ cấp là "bộ phận ăn được của loại cây nào đó". Một định nghĩa chính xác hơn cho là "bất kỳ bộ phận thực vật nào được dùng làm thực phẩm, mà không phải quả hay hạt, nhưng vẫn bao gồm những quả chín dùng trong bữa chính". Vượt ra ngoài những định nghĩa này là trường hợp từ nấm ăn (như nấm lớn ăn được) và rong biển ăn được, dù cho không phải là một bộ phận của thực vật, nhưng chúng vẫn thường được coi là rau.
Từ tiếng Anh vegetable được ghi nhận lần đầu tiên vào đầu thế kỷ 15. Từ này lấy từ tiếng Pháp cổ, và nghĩa gốc dùng chỉ để mọi loại thực vật; hiện vegetable vẫn được sử dụng theo nghĩa này trong ngữ cảnh sinh học. Từ này bắt nguồn từ tiếng Latin Trung Cổ vegetabilis, nghĩa là tính từ chỉ trạng thái "đang sinh trưởng, tươi khỏe (của một cái cây)", thay đổi so với nghĩa cũ trong tiếng Latin muộn là "trở nên năng động, nhanh nhẹn". Ý nghĩa "thực vật được trồng làm thực phẩm" của "vegetable" không được xác lập cho đến tận thế kỷ 18. Năm 1767, từ này được dùng với nghĩa cụ thể "thực vật được trồng làm thực phẩm, một loại thảo mộc hoặc rễ ăn được". Năm 1955 đã xuất hiện cách dùng rút gọn đầu tiên, từ "veggie" trong tiếng lóng. Ở dạng tính từ, vegetable được sử dụng trong ngữ cảnh khoa học và kỹ thuật với nghĩa khác và rộng hơn nhiều, cụ thể là "liên quan đến thực vật" nói chung, ăn hoặc không ăn được, như trong vegetable matter (lớp phủ thực vật), vegetable kingdom (giới thực vật), vegetable origin (nguồn gốc thực vật), v.v.
Với định nghĩa được đề cập sau của "rau", định nghĩa dùng trong ngôn ngữ phổ thông, thì hai từ "quả" và "rau" loại trừ lẫn nhau. "Quả" hiểu theo nghĩa thực vật học là bộ phận phát triển từ bầu nhụy của thực vật có hoa. Cách hiểu này khác biệt đáng kể so với nghĩa trong ẩm thực của từ này. Như trường hợp đào, mận, cam được coi là "quả" theo quan niệm của cả hai lĩnh vực, thì nhiều nông sản thường được gọi là "rau" như cà tím, ớt chuông, cà chua, nhưng thực ra chúng lại là quả theo nghĩa thực vật học. Câu hỏi liệu cà chua là một loại rau hay quả được tìm thấy trong hồ sơ của Tòa án Tối cao Hoa Kỳ năm 1893. Trong vụ Nix kiện Hedden, tòa án kết luận cà chua được xác định chính xác là một loại rau, và vì vậy phải đánh thuế cà chua theo yêu cầu của Chính sách thuế năm 1883 đối với hàng hóa ngoại nhập. Dù tòa án đã công nhận, nhưng về mặt thực vật học, cà chua vẫn là một loại quả.

## Lịch sử

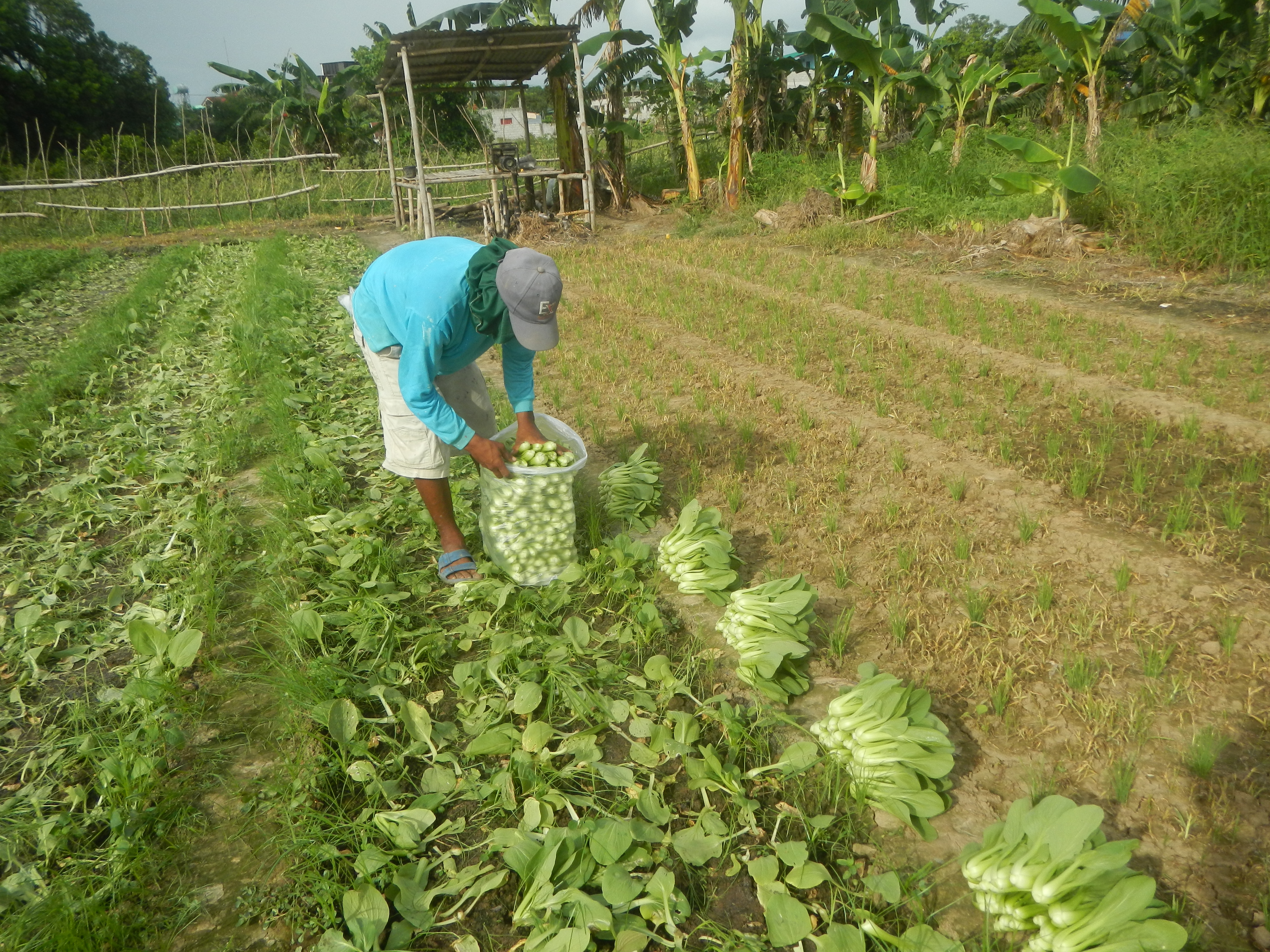
Thu hoạch rau tại Philippines

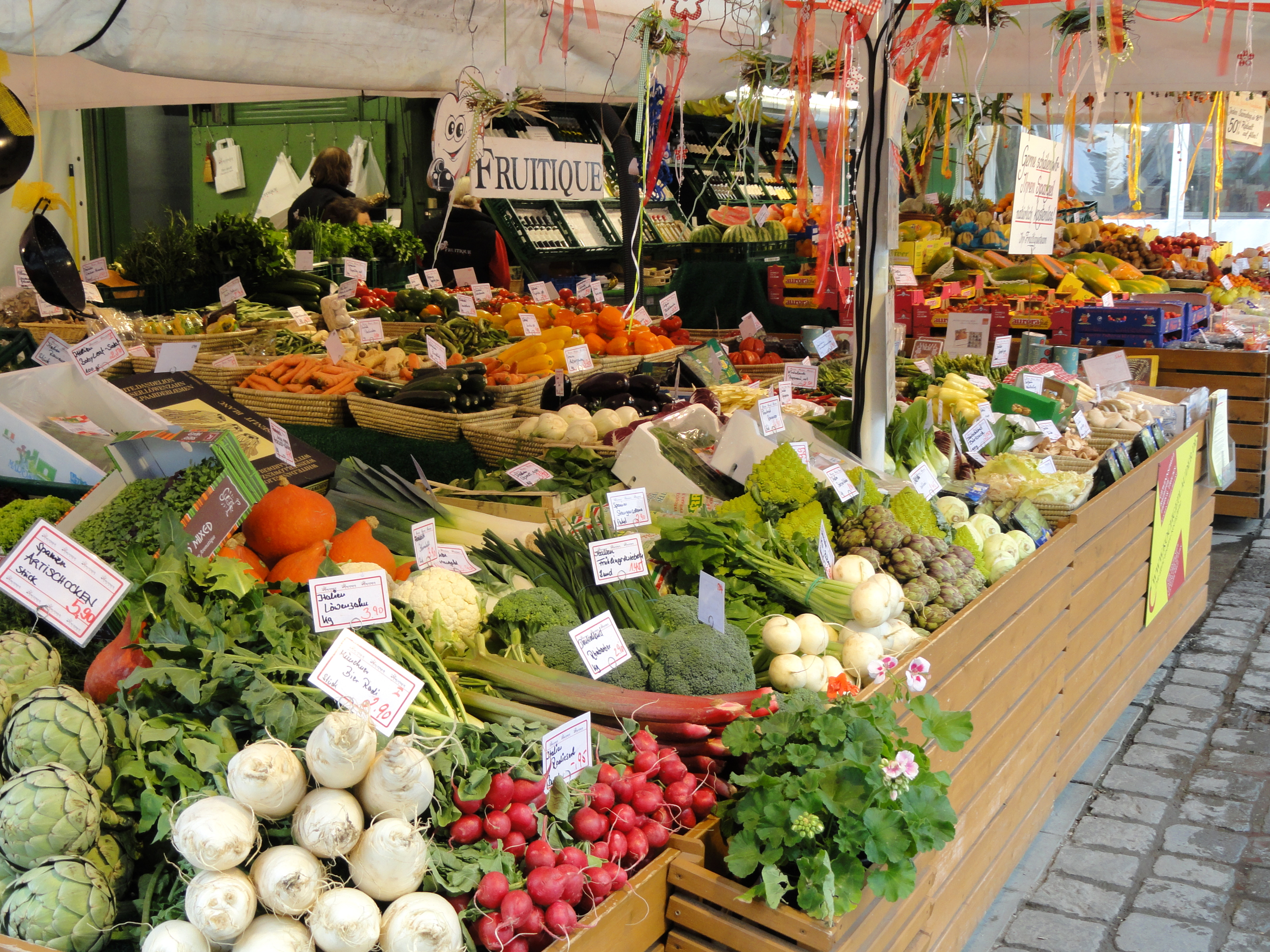
Một gian hàng bán rau tại chợ München, Đức

Trước khi nông nghiệp khai sinh, con người sinh tồn bằng cách săn bắt hái lượm. Họ hái quả, hạt, thân, lá, hành và củ, nhặt xác động vật chết và săn bắt những động vật sống làm thức ăn. Khi con người bắt đầu trồng trọt trong những khoảnh rừng nhiệt đới, một ví dụ điển hình đầu tiên của hoạt động nông nghiệp, họ chọn lấy và chăm bón những loài cây hữu ích để sản xuất, thu hoạch; đồng thời phá bỏ những loài không mong muốn. Cách thức nhân giống cây trồng sơ khai là chọn lọc các giống có những đặc tính mong muốn như quả to hay sinh trưởng khỏe mạnh. Dù đã có những bằng chứng đầu tiên về việc thuần hóa các loại cỏ như lúa mì và lúa mạch ở vùng Lưỡi liềm Màu mỡ tại Trung Đông, nhưng có khả năng nhiều dân tộc trên thế giới đã bắt đầu trồng trọt trong giai đoạn từ 10.000 đến 7.000 năm trước Công nguyên. Hình thái nông nghiệp tự cung tự cấp vẫn còn tồn tại đến ngày nay, với nhiều nông dân ở nông thôn châu Phi, châu Á, Nam Mỹ và những nơi khác, các nông hộ canh tác trên chính mảnh đất gia đình để đáp ứng nhu cầu thực phẩm của họ, và nếu sản xuất dư thừa thì sẽ dùng để trao đổi những hàng hóa khác.
Trong suốt chiều dài lịch sử được ghi chép, người giàu có thể có một chế độ ăn đa dạng, bao gồm thịt, rau và trái cây, nhưng đối với người nghèo, thịt là thứ xa xỉ và những bữa ăn cũng tẻ nhạt, chủ yếu là một số thức ăn thiết yếu làm từ gạo, hắc mạch, đại mạch, lúa mì, kê hay ngô. Việc bổ sung các sản phẩm nguồn gốc thực vật sẽ giúp chế độ ăn đa dạng hơn. Như người Aztec ở Trung Mỹ, lương thực chính của họ là ngô, và họ đã trồng thêm cà chua, bơ, đậu, ớt, bí ngô, bí, đậu phộng và rau dền làm món ăn bổ sung bên cạnh bánh ngô Tortilla và cháo đặc. Tại Peru, người Inca sống bằng ngô ở những vùng đất thấp và khoai tây ở những vùng cao hơn. Họ cũng bổ sung hạt diêm mạch vào bữa ăn cùng với ớt, cà chua và bơ.
Tại Trung Quốc cổ đại, lúa gạo là cây trồng chủ lực ở miền nam, trong khi miền bắc là lúa mì, chúng là nguyên liệu để làm bánh bột, mì sợi và bánh nướng chảo; có thể dùng kèm với các loại rau như khoai mỡ, đậu nành, đậu răng ngựa, cải củ, hành lá và tỏi. Trong khi đó, chế độ ăn của người Ai Cập cổ đại lại xoay quanh bánh mì, bánh thường lẫn sạn cát nên gây ra tình trạng mòn răng. Đối với họ, thịt là thứ đồ ăn xa xỉ, nhưng cá lại phong phú, dồi dào; người ta hay ăn kèm chúng với bí marrow, đậu răng ngựa, đậu lăng, hành tây, tỏi tây, tỏi, cải củ và xà lách.
Món chính trong chế độ ăn của người Hy Lạp cổ đại là bánh mì, ăn kèm với phô mai sữa dê, ô liu, sung ngọt, cá và thỉnh thoảng thêm thịt. Họ trồng những loại rau như hành tây, tỏi, cải bắp, dưa và đậu lăng. Tại La Mã cổ đại, người ta nấu cháo đặc từ lúa mì emmer hay đậu, dùng với rau xanh và một ít thịt, còn cá thì không chú trọng. Người La Mã trồng đậu răng ngựa, đậu Hà Lan, hành tây và cải củ turnip, họ ăn lá củ dền thay vì phần rễ củ.

## Một số loại rau phổ biến
| Một số loại rau phổ biến | Một số loại rau phổ biến                                 | Một số loại rau phổ biến             | Một số loại rau phổ biến    | Một số loại rau phổ biến | Một số loại rau phổ biến            |
| Hình ảnh                 | Loài                                                     | Phần sử dụng                         | Nguồn gốc                   | Giống | Sản lượng toàn cầu (×106 tấn, 2018) |
| ------------------------ | -------------------------------------------------------- | ------------------------------------ | --------------------------- | --- | ----------------------------------- |
|                          | Brassica oleracea                                        | lá, chồi nách, thân, hoa             | Châu Âu                     | cải bắp, cải Brussels, bông cải trắng, bông cải xanh, cải xoăn kale, su hào, cải bắp đỏ, cải bắp xoăn, bông cải xanh Trung Quốc, collard | 69,4                                |
|                          | Brassica rapa                                            | rễ củ, lá                            | Châu Á                      | cải củ turnip, cải bắp Trung Quốc, cải thảo, cải thìa                                                                                    | 69,4                                |
|                          | Raphanus sativus                                         | rễ củ, lá, quả non, dầu hạt, rau mầm | Đông Nam Á                  | cải củ, củ cải trắng |                                     |
|                          | Daucus carota                                            | rễ củ, lá, thân                      | Ba Tư                       | cà rốt | 40,0                                |
|                          | Pastinaca sativa                                         | rễ củ                                | Á Âu                        | củ cải vàng |                                     |
|                          | Beta vulgaris                                            | rễ củ, lá                            | Châu Âu và Cận Đông         | củ dền, củ cải biển, cải cầu vồng, củ cải đường                                                                                          |                                     |
|                          | Lactuca sativa                                           | lá, thân, dầu hạt                    | Ai Cập                      | xà lách, rau diếp ngồng | 27,2                                |
|                          | Phaseolus vulgaris Phaseolus coccineus Phaseolus lunatus | quả non, hạt                         | Trung và Nam Mỹ             | quả đậu non, quả á hậu đậu, đậu hải quân, đậu lima                                                                                       | 55,1                                |
|                          | Vicia faba                                               | quả non, hạt                         | Địa Trung Hải và Trung Đông | đậu răng ngựa | 4,9                                 |
|                          | Pisum sativum                                            | quả non, hạt, rau mầm                | Địa Trung Hải và Trung Đông | đậu Hà Lan, đậu snap, đậu tuyết, đậu khô tách đôi                                                                                        | 34,7                                |
|                          | Solanum tuberosum                                        | thân củ                              | Nam Mỹ                      | khoai tây | 368,1                               |
|                          | Solanum melongena                                        | quả                                  | Đông và Nam Á               | cà tím | 54,0                                |
|                          | Solanum lycopersicum                                     | quả                                  | Nam Mỹ                      | cà chua, xem danh sách các giống cà chua                                                                                                 | 182,2                               |
|                          | Cucumis sativus                                          | quả                                  | Nam Á                       | dưa leo, xem danh sách các giống dưa leo                                                                                                 | 75,2                                |
|                          | Cucurbita spp.                                           | quả, hoa                             | Trung Mỹ                    | bí ngô, bí đao, bí marrow, bí ngòi, bầu                                                                                                  | 27,6                                |
|                          | Allium cepa                                              | thân hành, lá                        | Châu Á                      | hành tây, hành lá, hẹ tây, xem danh sách các giống hành                                                                                  | 102,2                               |
|                          | Allium sativum                                           | thân hành                            | Châu Á                      | tỏi | 28,5                                |
|                          | Allium ampeloprasum                                      | bẹ lá                                | Châu Âu và Trung Đông       | tỏi tây, tỏi voi | 2,2                                 |
|                          | Capsicum annuum                                          | quả                                  | Bắc và Nam Mỹ               | ớt, ớt chuông, ớt ngọt | 40,9                                |
|                          | Spinacia oleracea                                        | lá                                   | Trung và Tây Nam Á          | rau chân vịt | 26,3                                |
|                          | Dioscorea spp.                                           | thân củ                              | Châu Phi nhiệt đới          | khoai mỡ | 72,6                                |
|                          | Ipomoea batatas                                          | rễ củ, lá, mầm non                   | Trung và Nam Mỹ             | khoai lang, xem danh sách các giống khoai lang                                                                                           | 91,9                                |
|                          | Manihot esculenta                                        | rễ củ                                | Nam Mỹ                      | sắn | 277,8                               |

1. ↑  Bao gồm cà rốt và cải củ turnip.
2. 1 2 3 4  Bao gồm sản lượng rau ăn tươi và sấy khô.

## Dinh dưỡng và sức khỏe

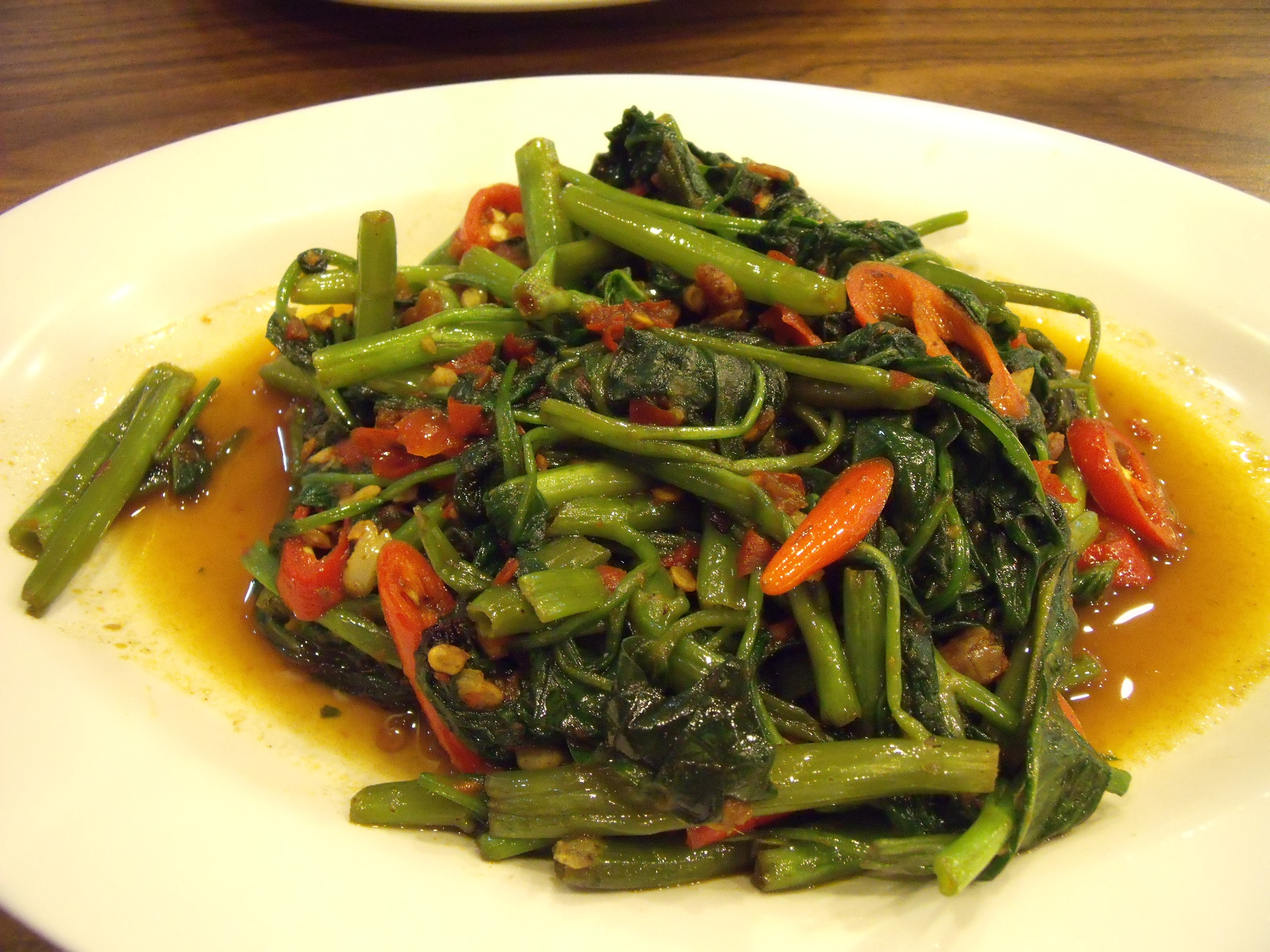
Rau muống xào kiểu Đông Nam Á với ớt và sambal

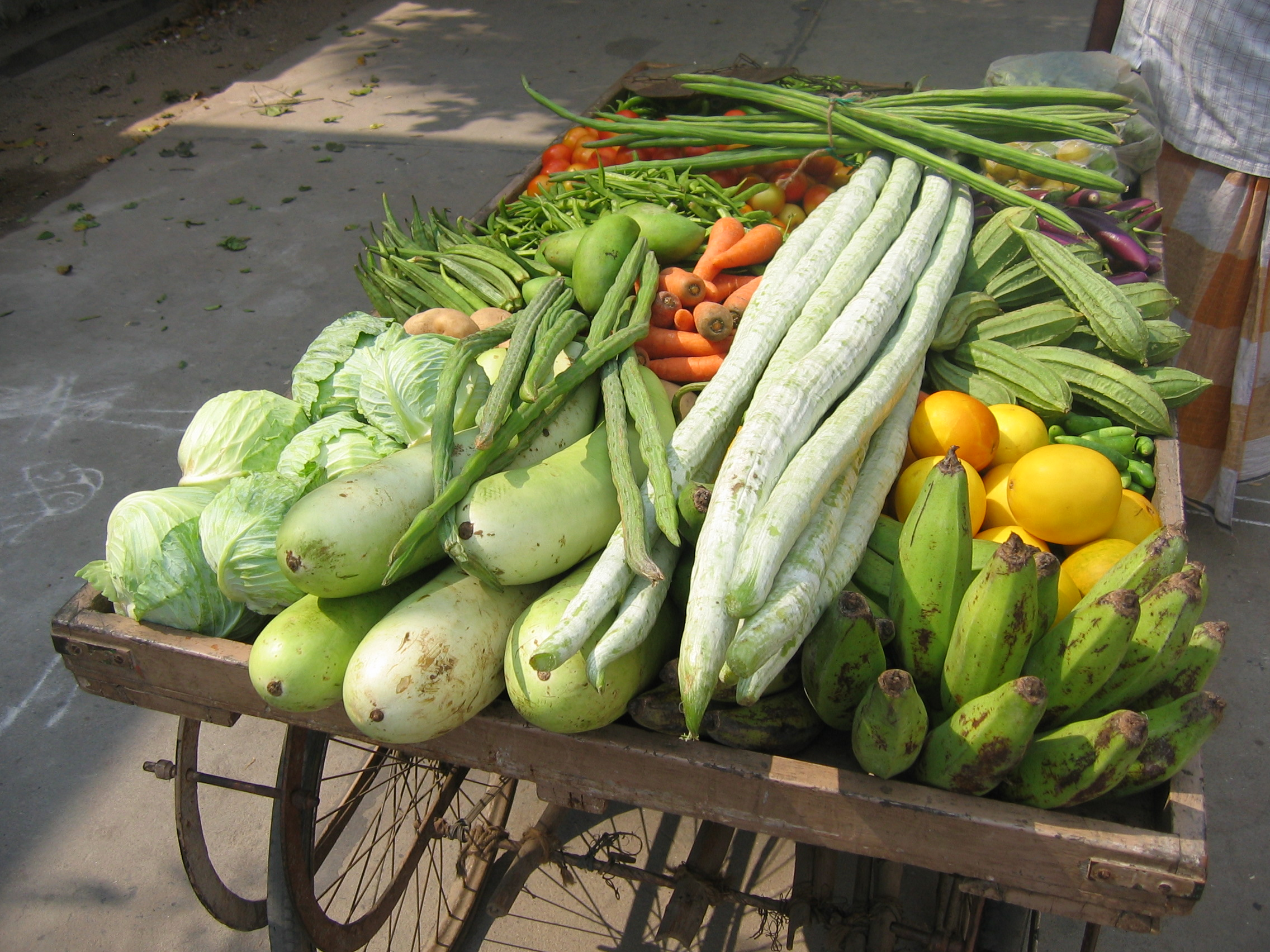
Rau (và một số quả) bày bán trên đường phố Guntur, Ấn Độ

Rau là nguồn dinh dưỡng quan trọng của con người. Đa phần các loại rau đều ít chất béo và calo, có tác dụng tạo cảm giác no bụng. Rau dồi dào chất xơ, là nguồn cung cấp vitamin, khoáng chất và nguyên tố vi lượng thiết yếu. Đặc biệt là các vitamin chống oxy hóa A, C và E. Khi bổ sung rau trong chế độ ăn, người ta thấy rằng tỷ lệ mắc ung thư, đột quỵ, bệnh tim mạch và các bệnh mãn tính khác thuyên giảm. Một nghiên cứu chỉ ra rằng, so với những người ăn ít hơn ba khẩu phần trái cây và rau tươi mỗi ngày, thì những người ăn nhiều hơn năm khẩu phần có nguy cơ mắc bệnh tim mạch vành và đột quỵ thấp hơn khoảng 20%. Hàm lượng dinh dưỡng của mỗi loại rau khác biệt đáng kể; nhìn chung rau ít chất béo, một số loại chứa lượng protein hữu ích, đi kèm với thành phần vitamin đa dạng như vitamin A, vitamin K và vitamin B6; tiền vitamin; khoáng chất; và carbohydrate.
Tuy nhiên, rau cũng thường có độc tố và chất phản dinh dưỡng, gây trở ngại cho quá trình hấp thu các chất dinh dưỡng. Điển hình như α-solanine, α-chaconine, chất ức chế enzyme (kìm hãm hoạt động của cholinesterase, protease, amylase, v.v.), cyanide và tiền chất cyanide, acid oxalic, tannin và những chất khác. Các độc tố này là chất bảo vệ tự nhiên, được tiết ra để xua đuổi côn trùng, động vật ăn thịt và nấm có thể tấn công thực vật. Ví dụ như một số loại đậu có chứa phytohaemagglutinin trong hạt, và măng tre hay củ sắn có chứa glycoside cyanogen. Chúng ta có thể loại bỏ những độc tố này bằng cách chế biến và nấu ăn đúng phương pháp. Khoai tây xanh có chứa các glycoalkaloid kịch độc, cần tránh sử dụng.
Rau và quả, đặc biệt là các loại rau ăn lá, có liên hệ đến gần một nửa các bệnh nhiễm trùng đường tiêu hóa do norovirus ở Hoa Kỳ. Những thực phẩm này hay dùng để ăn sống và có thể nhiễm độc trong quá trình chế biến từ người xử lý thực phẩm đang nhiễm bệnh. Công tác vệ sinh rất quan trọng trong xử lý thực phẩm ăn sống, và các sản phẩm này cần phải làm sạch, xử lý và bảo quản đúng cách để hạn chế nhiễm độc.

### Khuyến nghị

Bản đồ tiêu thụ rau bình quân đầu người năm 2017.

Cẩm nang hướng dẫn chế độ ăn dành cho người Mỹ của USDA (Bộ Nông nghiệp Hoa Kỳ) khuyến cáo tiêu thụ từ năm đến chín khẩu phần trái cây và rau tươi mỗi ngày. Tổng lượng tiêu thụ thay đổi theo độ tuổi và giới tính, được xác định dựa trên kích cỡ khẩu phần tiêu chuẩn trung bình và hàm lượng dinh dưỡng thông thường. Khoai tây không được tính vào vì lý do chủ yếu cung cấp tinh bột. Đối với hầu hết các loại rau và nước ép rau, một khẩu phần ước chừng nửa cốc (100 ml), có thể ăn sống hoặc nấu chín. Đối với rau ăn lá, như xà lách và cải bó xôi, một khẩu phần thường là một cốc đầy (200 ml). Nên cố gắng bổ sung đa dạng nhiều loại rau vào bữa ăn, vì không một loại nông sản nào có đủ tất cả những chất dinh dưỡng cần thiết cho cơ thể.
Những hướng dẫn chế độ ăn trên quốc tế gần như tương tự tài liệu hướng dẫn của USDA. Ví dụ như ở Nhật Bản, người ta đề nghị tiêu thụ từ năm đến sáu khẩu phần rau mỗi ngày. Pháp cũng có những khuyến cáo tương tự và đặt mục tiêu là năm khẩu phần/ngày. Tại Ấn Độ, hàm lượng rau khuyến cáo hàng ngày đối với người trưởng thành là 275 gam (9,7 oz).

## Sản xuất

### Canh tác

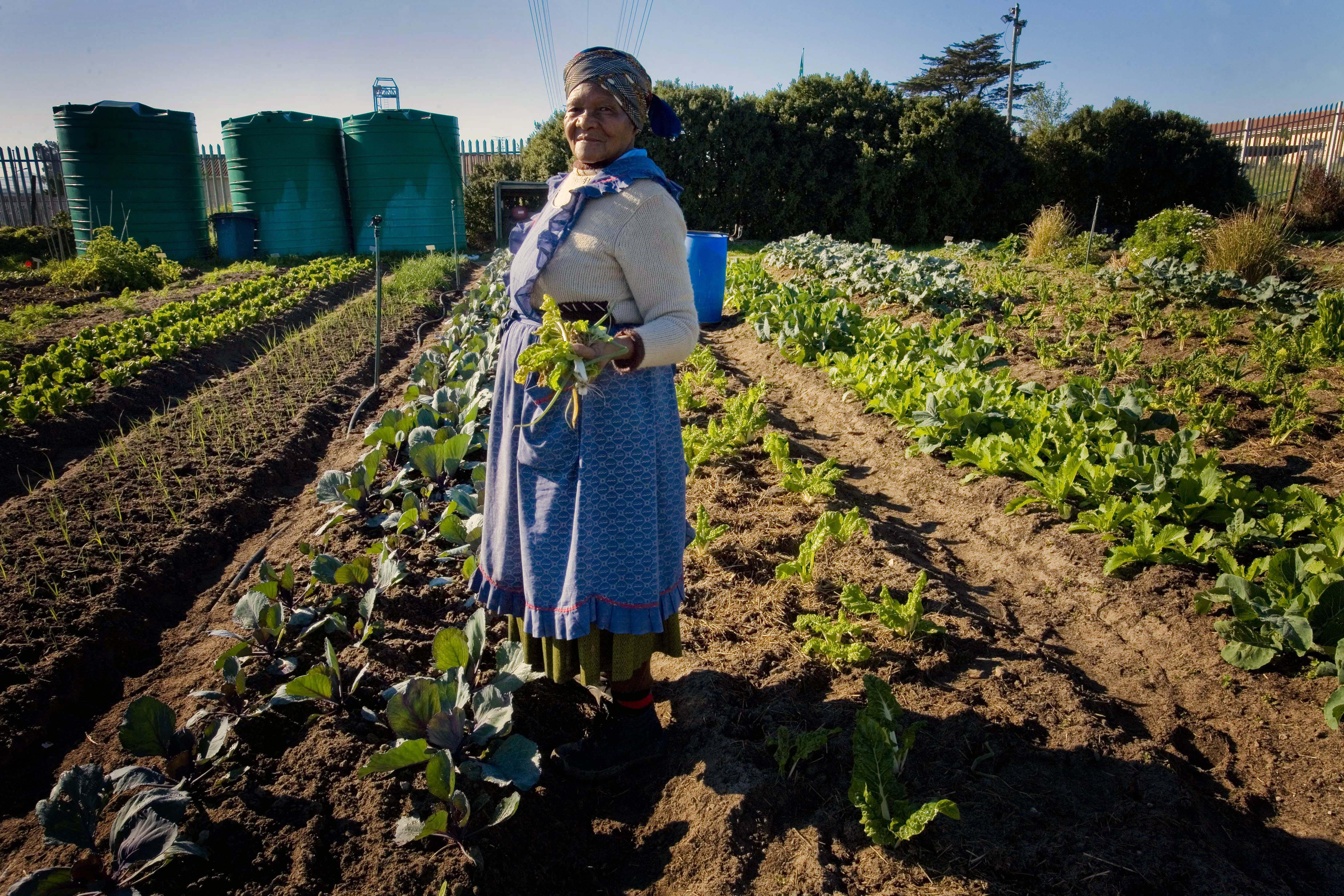
Trồng rau ở Nam Phi

Từ thời xa xưa, rau đã trở thành một phần trong chế độ dinh dưỡng của con người. Một số loại rau là thực phẩm thiết yếu, nhưng đa phần là thực phẩm phụ thêm, giúp bữa ăn phong phú hơn với hương vị độc đáo, cũng như bổ sung những chất dinh dưỡng cần thiết cho sức khỏe. Một số loại rau là cây lâu năm, nhưng hầu hết sống hàng năm và hai năm, được thu hoạch trong vòng một năm sau khi gieo/cấy. Để sản xuất rau, bất kỳ hệ thống canh tác nào cũng đều tuân thủ theo một quy trình điển hình; đầu tiên là chuẩn bị đất trồng bằng cách xới xáo, nhổ bỏ hoặc chôn lấp cỏ dại, bón lót phân hữu cơ và vô cơ; tiếp đến là gieo hạt hoặc trồng cây con; chăm sóc cây trồng trong giai đoạn sinh trưởng để giảm cạnh tranh từ cỏ dại, quản lý sâu bệnh hại và tưới tiêu hợp lý; tiến hành thu hoạch khi cây trồng đã hoàn thành sản phẩm; cuối cùng là công tác phân loại, lưu trữ và tiếp thị; hoặc có thể ăn tươi ngay khi hái từ vườn.
Về cơ bản, các loại đất khác nhau phù hợp với các loại cây trồng khác nhau, như ở vùng khí hậu ôn đới, đất cát dễ khô nhưng cũng mau ấm khi mùa xuân đến, là điều kiện thích hợp cho cây trồng đầu vụ, trong khi đó đất sét nặng lại giữ ẩm tốt hơn và phù hợp hơn cho cây trồng cuối vụ. Có thể kéo dài mùa vụ bằng cách áp dụng vải phủ, lồng kính, bạt nhựa, nhà màng và nhà kính, tăng thêm được nhiều vụ trong năm. Ở những vùng nóng hơn, hoạt động sản xuất rau bị ảnh hưởng do điều kiện khí hậu đặc thù, đặc biệt là lượng mưa; trong khi ở vùng ôn đới, nông nghiệp trồng rau bị ảnh hưởng do nhiệt độ và thời gian chiếu sáng.

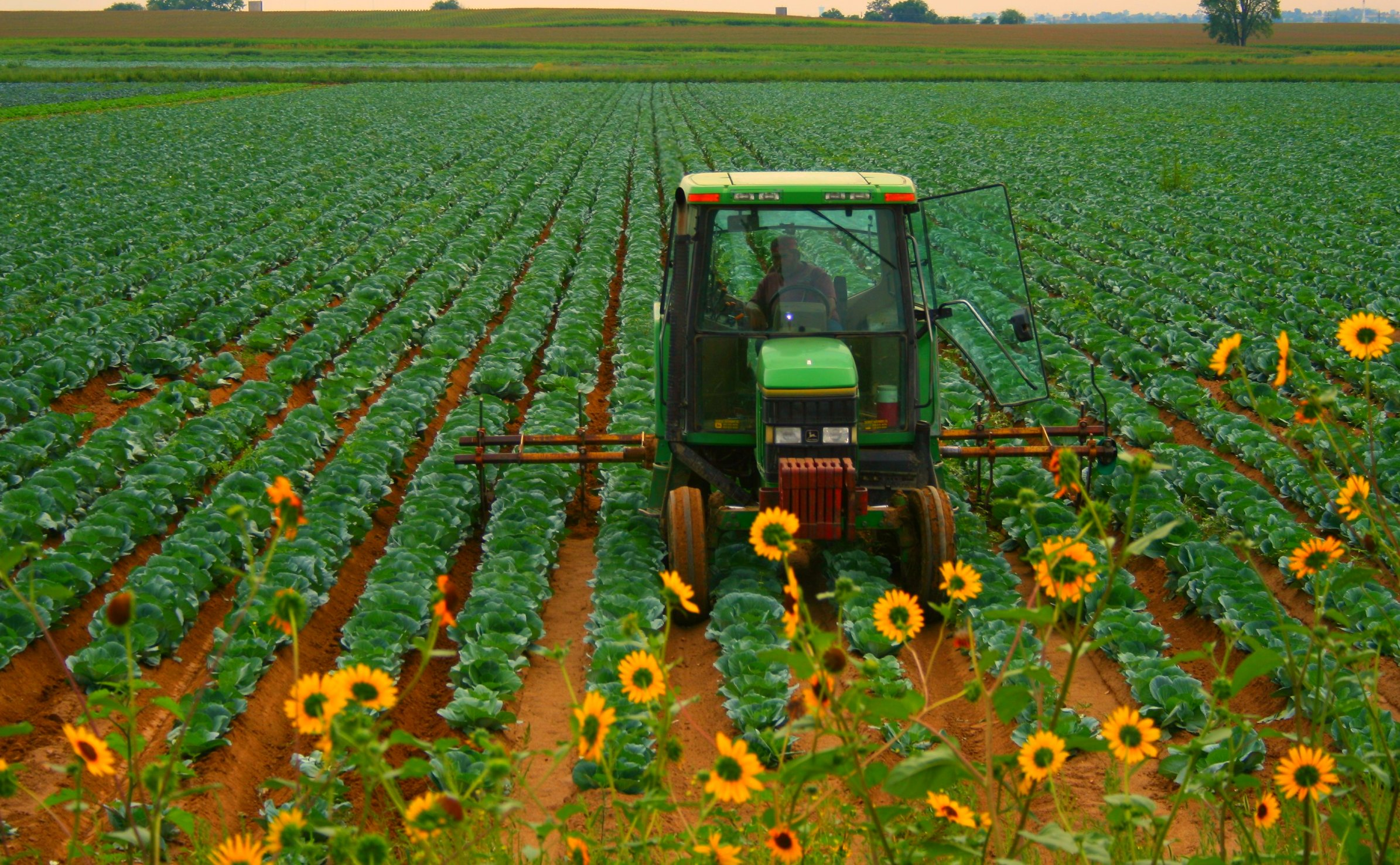
Làm cỏ cánh đồng cải bắp ở Colorado, Mỹ

Ở quy mô hộ gia đình, cuốc, cào, xẻng là những dụng cụ nông nghiệp cơ bản, trong khi ở quy mô nông trại kinh doanh, luôn có một loạt trang thiết bị cơ khí. Bên cạnh máy kéo, còn có máy cày, bừa, máy khoan, máy cấy, máy xới, thiết bị tưới tiêu và máy thu hoạch. Những công nghệ mới đang góp phần cải tiến các quy trình canh tác, điển hình như trồng rau bằng hệ thống máy tính giám sát, định vị GPS và các chương trình tự điều khiển cho máy không người lái, đem lại lợi ích kinh tế.

### Thu hoạch

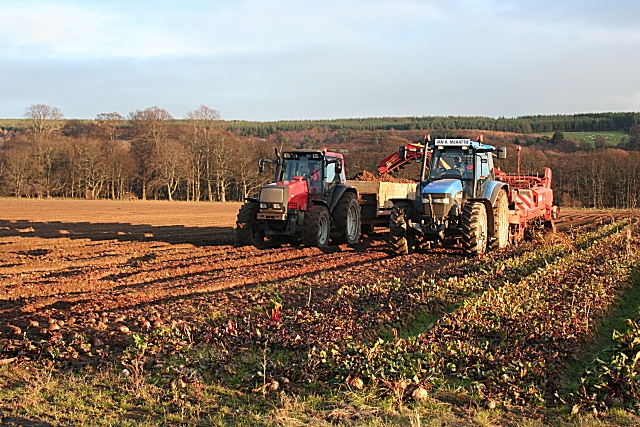
Thu hoạch củ dền ở Anh

Khi thu hoạch, rau không còn được chu cấp nước và dinh dưỡng từ đất, nhưng vẫn liên tục thoát hơi nước và mất dần lượng nước tích trữ, đây là một quá trình điển hình trong sự héo của cây trồng lấy lá xanh. Thu hoạch rau ăn củ ở thời điểm phát triển toàn diện giúp cải thiện thời gian lưu trữ, nhưng vẫn có một cách khác, là giữ lại củ dưới đất và dãn dài thời gian thu hoạch. Khi thu hoạch cần giảm thiểu tác động gây hư hại và dập nát đến củ. Hành và tỏi có thể giữ khô vài ngày trên ruộng, và những loại rau ăn củ như khoai tây thì hưởng lợi từ thời gian thành thục ngắn trong môi trường nóng ẩm, với điều kiện này vết nứt củ dễ lành và vỏ củ cũng dày và cứng hơn. Trước khi đem bán hay lưu trữ, cần phải phân loại để loại bỏ nông sản hư hỏng và tuyển lựa sản phẩm theo chất lượng, kích cỡ, độ chín và màu sắc.

### Lưu trữ
Áp dụng công nghệ bảo quản sau thu hoạch phù hợp sẽ mang lại những lợi ích thiết thực. Một phần lớn rau và nông sản dễ tổn thương bị thất thoát sau thu hoạch trong thời gian lưu trữ. Mức độ tổn thất có thể lên tới con số ba mươi đến năm mươi phần trăm tại các nước đang phát triển, những nơi không có hạ tầng bảo quản lạnh toàn diện. Nguyên nhân chính của tổn thất là những hư hại do độ ẩm, nấm mốc, vi sinh vật và sâu hại.

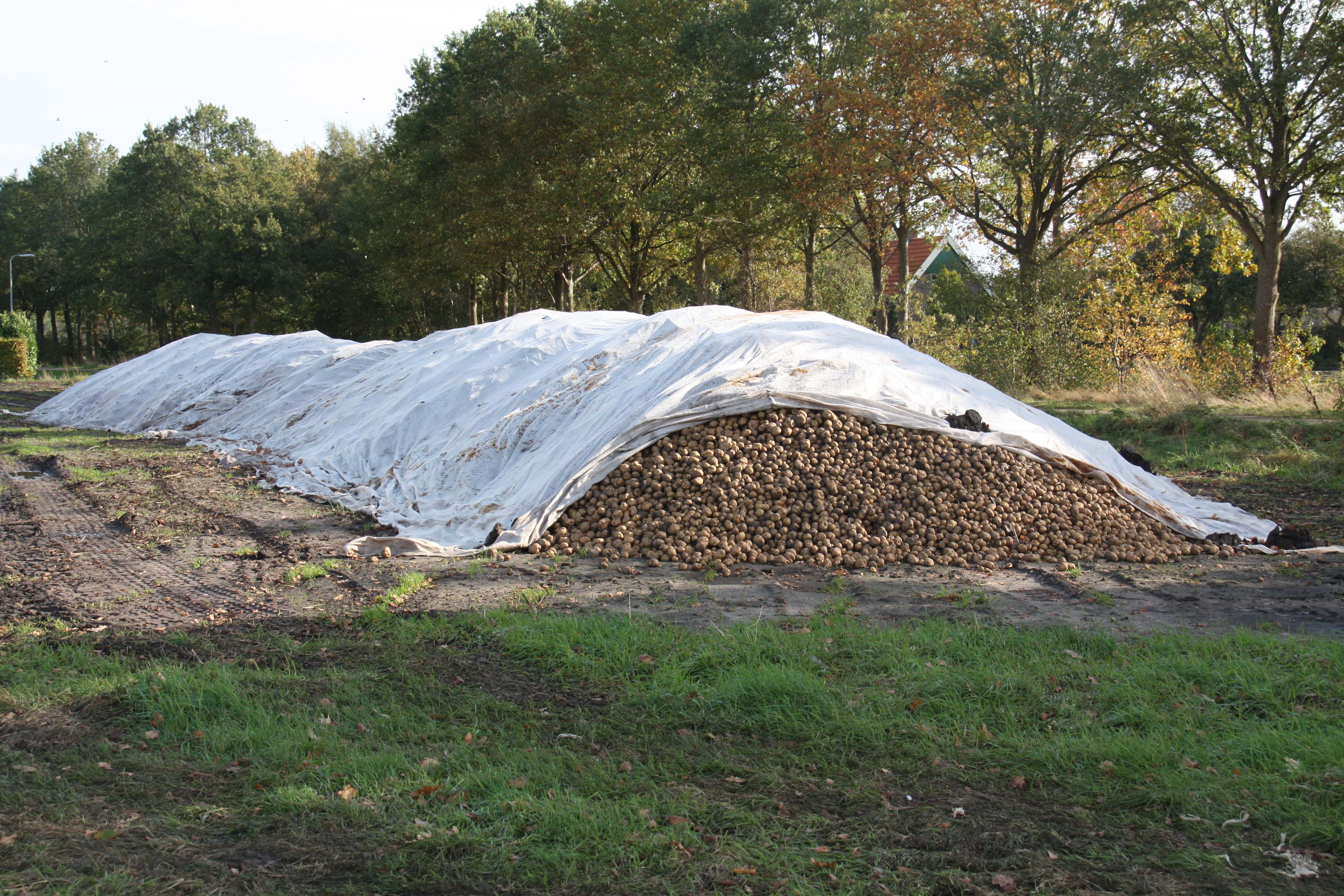
Lưu trữ tạm thời khoai tây ở Hà Lan

Lưu trữ có thể ngắn hạn hoặc dài hạn. Đa phần các loại rau không thể để lâu và chỉ được lưu trữ ngắn hạn trong ít ngày, khiến lượng cung không thể ổn định. Trong quá trình lưu trữ, rau ăn lá mất nước, và vitamin C cũng phân hủy nhanh chóng. Một số nông sản như khoai tây và hành tây không bị xuống cấp phẩm chất đáng kể trong thời gian lưu kho và có thể trữ để bán khi giá thị trường tăng cao, và bằng việc kéo dài thời gian bán hàng, có thể bán được nhiều sản phẩm hơn. Trong trường hợp không có kho lạnh, nên cố gắng tập trung lưu trữ những nông sản có phẩm chất tốt, duy trì độ ẩm cao và đặt khu vực tồn trữ dưới điều kiện bóng râm.
Cách tốt nhất để tối ưu hoạt động lưu trữ sau thu hoạch là ứng dụng chuỗi cung ứng lạnh, giúp kéo dài và đảm bảo niên hạn sử dụng của sản phẩm. Lưu trữ lạnh đặc biệt hữu ích đối với các loại rau như súp lơ, cà tím, xà lách, cải củ, cải bó xôi, khoai tây và cà chua, nhiệt độ tối thích tùy thuộc từng loại nông sản. Vẫn có những công nghệ kiểm soát nhiệt độ không cần điện như làm mát bằng hơi nước. Lưu trữ quả và rau trong điều kiện kiểm soát khí quyển với nồng độ carbon dioxide hoặc oxy cao có thể ức chế sự phát triển của vi sinh vật và kéo dài thời gian lưu trữ.
Việc chiếu xạ rau và các nông sản khác bằng bức xạ ion hóa giúp tiêu diệt vi sinh vật và côn trùng gây hại, giảm thiểu hư hỏng cơ học. Phương pháp này giúp kéo dài thời gian tồn trữ thực phẩm mà không làm thay đổi đáng kể phẩm chất vốn có.

### Bảo quản
Mục tiêu của bảo quản là mở rộng duy trì đặc tính ban đầu của nông sản, mang lại thuận lợi cho khâu tiêu thụ và bán hàng. Mục đích của bảo quản là để thu hoạch nông sản ở trạng thái tối hảo và hàm lượng dinh dưỡng ở mức tối đa, cũng như bảo tồn những phẩm chất này trong một thời gian dài. Nguyên nhân chính của hư hại sau thu hoạch là do hoạt động của các enzyme tự nhiên và vi sinh vật. Đóng hộp và làm lạnh là những công nghệ bảo quản được triển khai phổ biến nhất, và rau được bảo quản theo những cách này thường có giá trị dinh dưỡng tương đương với các sản phẩm tươi tương ứng về hàm lượng carotenoid, vitamin E, khoáng chất và chất xơ.

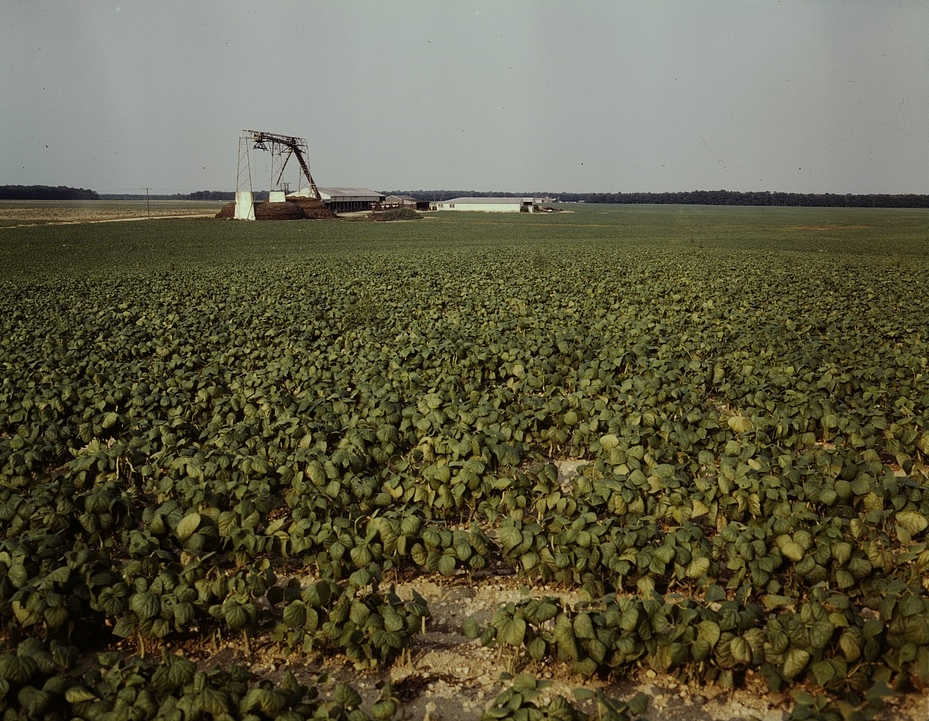
Ruộng đậu và nhà máy đóng hộp, New Jersey, Mỹ

Trong quá trình đóng hộp, các enzyme trong rau bị bất hoạt và các vi sinh vật bị nhiệt độ cao tiêu diệt. Việc bao gói cũng rút không khí khỏi thực phẩm, ngăn ngừa những tổn thất tiếp sau. Trong khi đóng hộp, phải điều chỉnh lượng nhiệt cần thiết ở mức thấp nhất và thời gian xử lý ở mức tối thiểu nhằm ngăn chặn những tổn thương cơ học ảnh hưởng đến sản phẩm và để giữ hương vị không bị phai nhạt. Bao bì đựng sản phẩm sau khi đóng hộp, bao gói có thể lưu trữ ở nhiệt độ môi trường xung quanh trong một thời gian dài.
Làm lạnh rau và duy trì nhiệt độ dưới mức −10 °C (14 °F) giúp ngăn ngừa hư hỏng trong một thời gian ngắn, còn để lưu trữ dài hạn cần làm lạnh ở mức nhiệt −18 °C (0 °F). Trong kho lạnh, hoạt động của enzyme chỉ tạm thời ức chế, cần blanching rau (trụng sôi, rửa lạnh) sau khi xắt nhỏ vừa phải trước khi làm lạnh để bất hoạt hoàn toàn enzyme, cũng như không mất đi hương vị. Ở các mức nhiệt này, không phải tất cả vi sinh vật đều bị tiêu diệt, nên rã đông xong thì nhanh chóng sử dụng, vì nếu không, bất kỳ vi khuẩn nào còn hiện diện trên thực phẩm cũng có thể sinh sôi nảy nở.

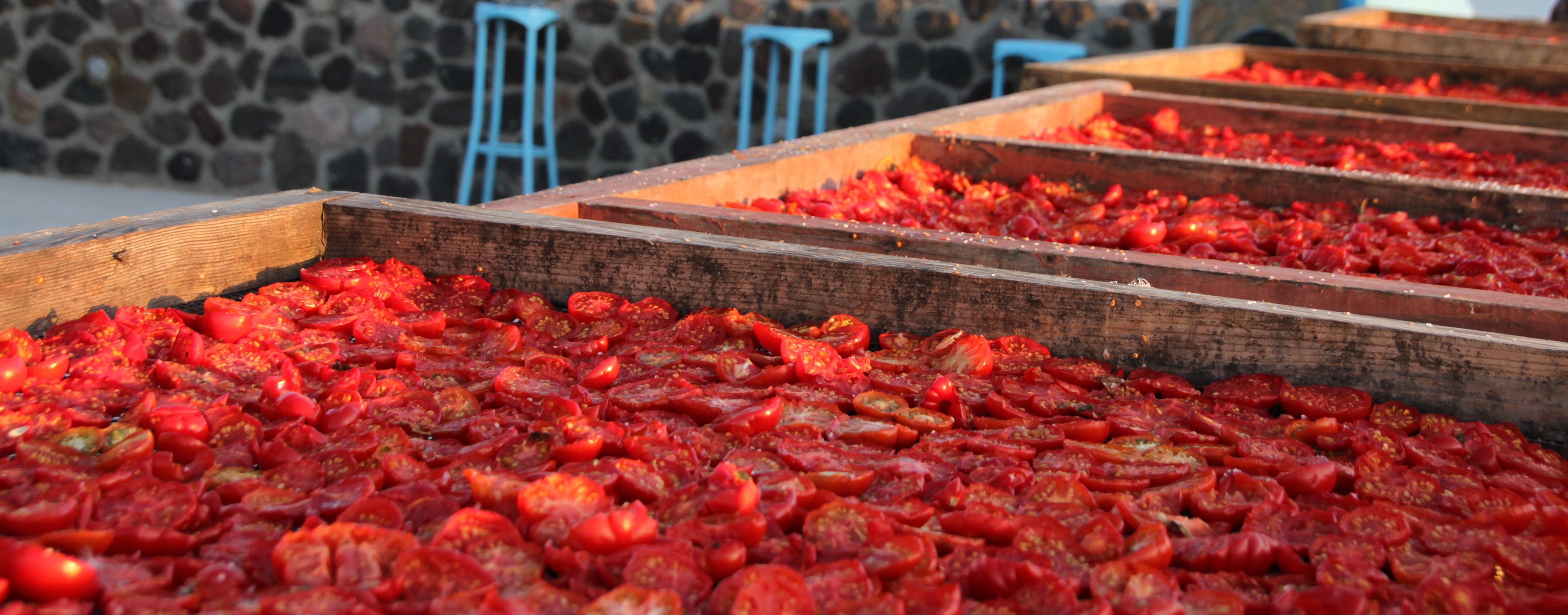
Cà chua phơi nắng ở Hy Lạp

Phơi nắng là phương pháp bảo quản sau thu hoạch truyền thống đối với một số nông sản như cà chua, nấm và đậu, cần trải đều rau lên khay phơi và đảo liên tục cho rau khô đều. Nhược điểm của phương pháp này bao gồm việc không kiểm soát được tốc độ khô, có thể hư hỏng nếu lâu khô, nhiễm bụi bẩn, ướt mưa và bị loài gặm nhấm, chim và côn trùng xâm nhập gây hại trong khu phơi. Có thể giảm thiểu các nhược điểm bằng cách sử dụng máy sấy năng lượng mặt trời. Sau phơi nắng, cần tiếp tục xử lý nông sản khô để tránh tái hấp thụ độ ẩm trong quá trình bảo quản.
Ướp đường và muối nồng độ cao cũng là một phương pháp bảo quản thực phẩm, ngăn chặn vi sinh vật phát triển. Có thể ướp muối quả đậu non bằng cách xếp lớp đậu và muối xen kẽ, nhưng cách bảo quản này không phù hợp với phần lớn các loại rau. Bí marrow, củ dền, cà rốt và một số loại rau khác có thể nấu với đường để làm mứt. Giấm được sử dụng rộng rãi trong bảo quản thực phẩm; áp dụng nồng độ acid axetic vừa đủ sẽ giúp chặn đứng sự phát triển các vi sinh vật có hại, ví dụ trong thực tế như các món muối chua, món chutney hoặc là dùng giấm làm gia vị. Lên men là phương pháp bảo quản rau để dùng về sau. Như món sauerkraut (dưa cải Đức) được làm từ cải bắp xắt nhỏ và bổ sung men vi khuẩn lactic, tạo ra các chất ức chế sự phát triển các vi sinh vật khác.

### Những nhà sản xuất hàng đầu

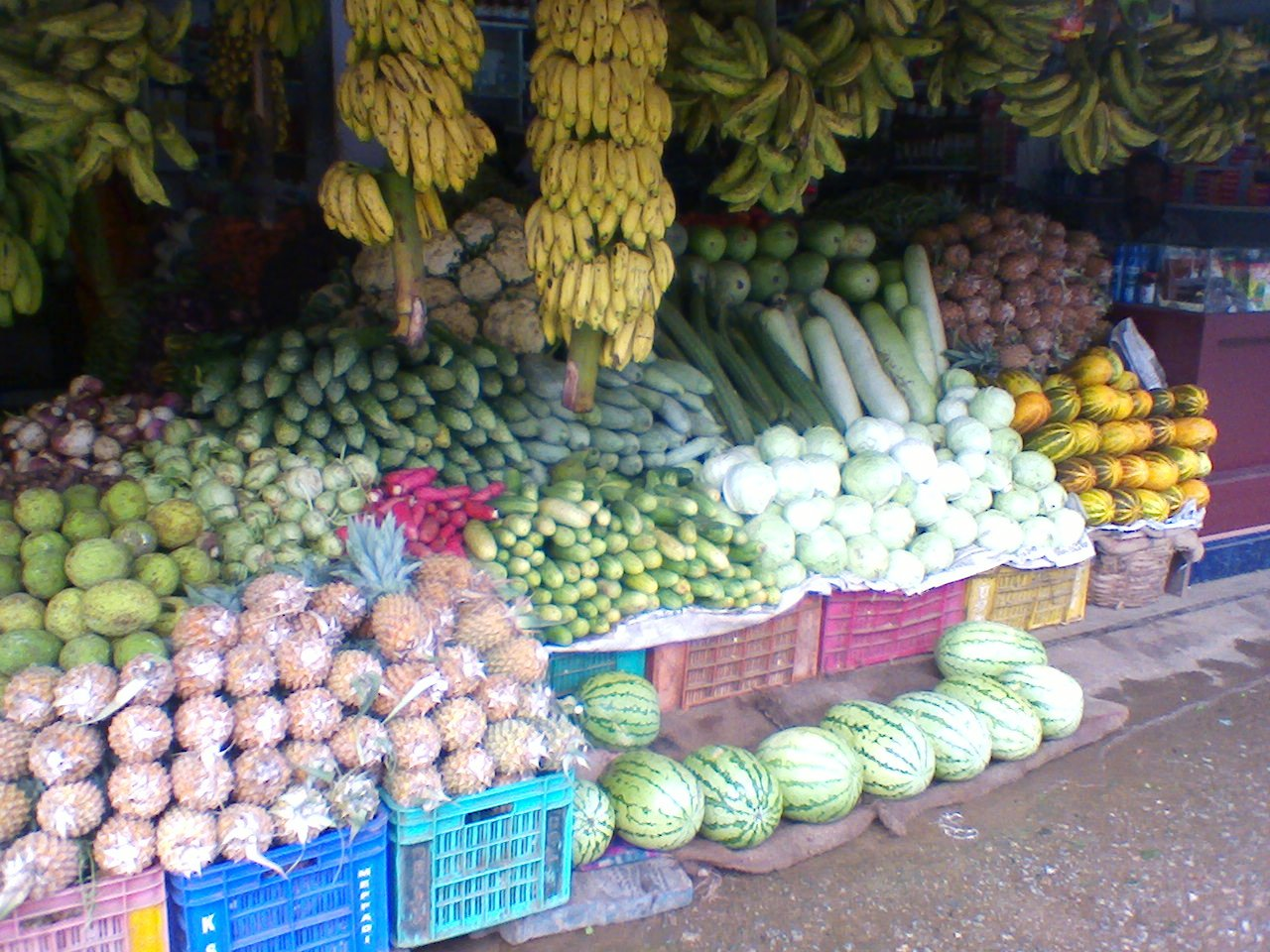
Sạp rau ở Ấn Độ

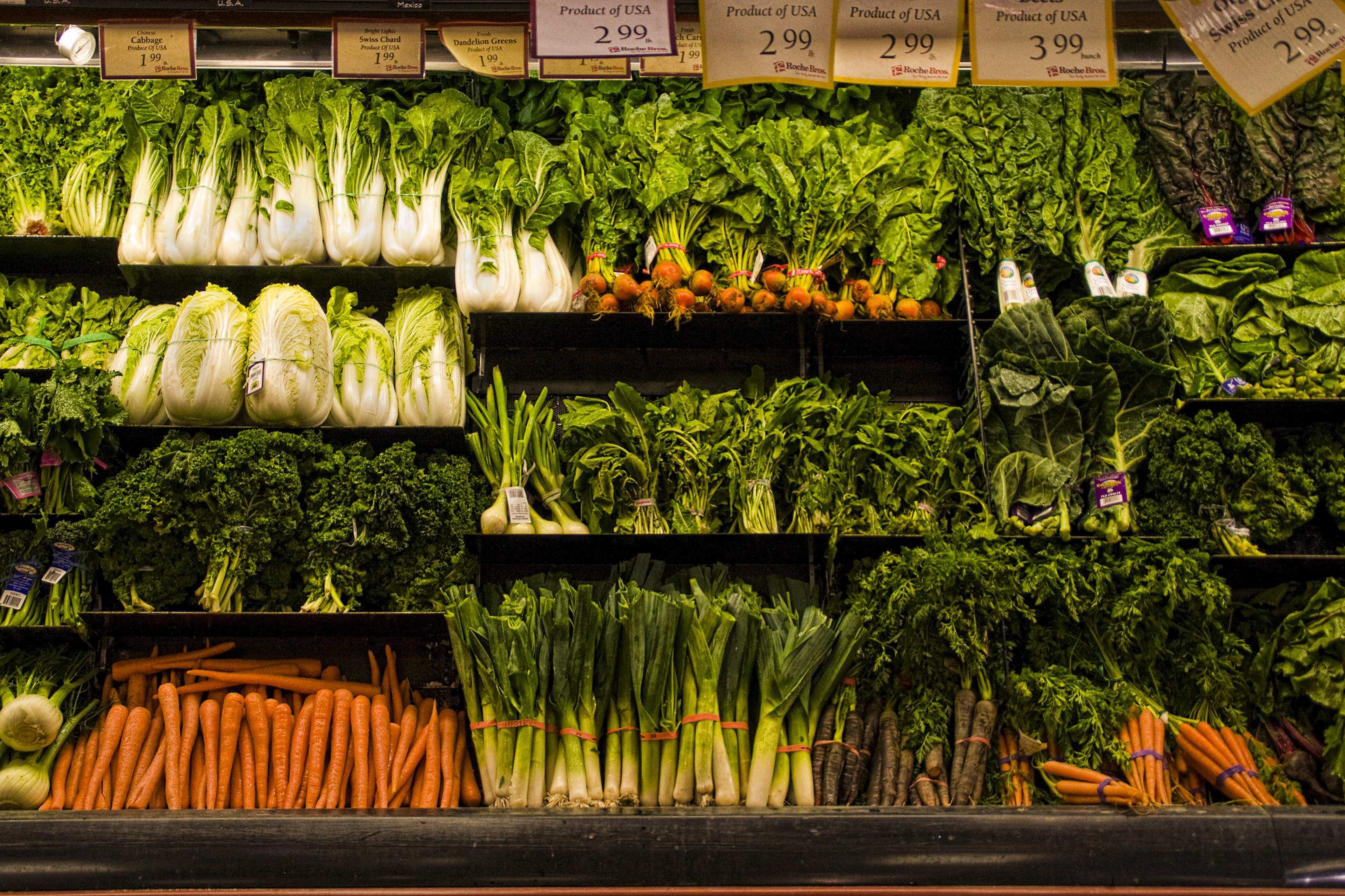
Rau trong siêu thị ở Hoa Kỳ

Năm 2010, Trung Quốc là quốc gia sản xuất rau lớn nhất thế giới, chiếm hơn một nửa sản lượng toàn cầu. Ấn Độ, Hoa Kỳ, Thổ Nhĩ Kỳ, Iran và Ai Cập là những nhà sản xuất lớn nhất tiếp theo. Trung Quốc có diện tích đất sản xuất rau lớn nhất, trong khi năng suất trung bình cao nhất thuộc về Tây Ban Nha và Hàn Quốc.
| Quốc gia    | Diện tích canh tác (1000 ha) | Năng suất (tấn/ha) | Sản lượng (1000 tấn) |
| ----------- | ---------------------------- | ------------------ | -------------------- |
| Trung Quốc  | 23.458                       | 230                | 539.993              |
| Ấn Độ       | 7.256                        | 138                | 100.045              |
| Hoa Kỳ      | 1.120                        | 318                | 35.609               |
| Thổ Nhĩ Kỳ  | 1.090                        | 238                | 25.901               |
| Iran        | 767                          | 261                | 19.995               |
| Ai Cập      | 755                          | 251                | 19.487               |
| Ý           | 537                          | 265                | 14.201               |
| Nga         | 759                          | 175                | 13.283               |
| Tây Ban Nha | 348                          | 364                | 12.679               |
| Mexico      | 681                          | 184                | 12.515               |
| Nigeria     | 1844                         | 64                 | 11.830               |
| Brasil      | 500                          | 225                | 11.233               |
| Nhật Bản    | 407                          | 264                | 10.746               |
| Indonesia   | 1082                         | 90                 | 9.780                |
| Hàn Quốc    | 268                          | 364                | 9.757                |
| Việt Nam    | 818                          | 110                | 8.976                |
| Ukraina     | 551                          | 162                | 8.911                |
| Uzbekistan  | 220                          | 342                | 7.529                |
| Philippines | 718                          | 88                 | 6.299                |
| Pháp        | 245                          | 227                | 5.572                |
| Toàn cầu    | 55.598                       | 188                | 1.044.380            |

## Tiêu chuẩn
Tổ chức Tiêu chuẩn hóa Quốc tế (ISO) đặt ra các tiêu chuẩn quốc tế nhằm đảm bảo sản phẩm và dịch vụ an toàn, tin cậy và có chất lượng tốt. Hiện có một số tiêu chuẩn ISO dành cho rau và quả. ISO 1991-1:1982 liệt kê danh pháp khoa học của 61 loài thực vật được dùng làm rau cùng với tên gọi thông dụng trong tiếng Anh, tiếng Pháp và tiếng Nga. ISO 67.080.20 quy định tiêu chuẩn lưu trữ, vận chuyển rau và sản phẩm có nguồn gốc từ rau.